# Pieces, Part One
Pieces, Part One은 2008년 4월 17일 발매된 에픽하이의 정규 5집 음반이다. 타이틀 곡은 "One"이며, 음악 프로그램 1위를 차지하기도 하는 등 큰 인기를 누렸다. 후속곡은 "Breakdown"이지만 강렬한 사운드와 비서정성 때문이었는지 윤하가 피처링한 〈우산〉이 훨씬 큰 인기를 누렸다. 또한 음반 발매 전 전곡이 유출되어 논란을 일으키기도 했다.

## 배경
전 음반 Remapping the Human Soul이 3집 Swan Songs에 이어 큰 성공을 거두고 에픽하이는 다음 음반 작업에 돌입한다. 4집으로 큰 성공을 거둔후 연말 시상식을 휩쓸고 있던 에픽하이는, 타블로가 싸이월드 디지털 뮤직 어워드에 이 달의 노래로 뽑힌 애니밴드의 곡  "T.P.L."의 대표 수상자로 참석하면서 “5집은 영적인 내용이 담길 것”이라고 다음 음반에 대한 언급을 했다. 그 뒤, 골든디스크 어워드에 참석하여 수상하고 12월 25일에는 데뷔 첫 크리스마스 콘서트를 열었고, 미쓰라 진은 방송 첫 단독 MC를 맡는 등 주가를 올렸다. 에픽하이는 음반 발매 1주일 전인 2008년 4월 10일, 대대적인 홍보와 함께 5집 음반 Pieces, Part One 발매 날짜의 카운트 다운을 시작했다. 4월 17일에 발매 날짜가 확정된 후, 1주일 동안 서울 일대에 카운트를 줄여나가는 식의 대규모 온·오프라인 홍보를 벌였다. 그 후 1주일 동안 선주문만 5만장을 넘기는 위력 과시한 에픽하이는, 음반 발매 하루 전인 4월 16일에 5집 음원 전곡이 유출되는 아픔을 맞았다. 곧바로 에픽하이 소속사인 울림 엔터테인먼트는 법적 대응을 하였으며, 이로 인한 음원 유출로 예상 피해액은 10억 원 가량으로 추산되었다.
우여곡절 끝에 4월 17일에 발매된 5집은 에픽하이의 당일 쇼케이스로 활동을 시작했는데, 이 쇼케이스에서는 미쓰라 진의 절친한 친구로 알려진 김희철과 윤하가 응원 및 지원을 하러와 화제가 되기도 했다. 5집 음반의 주제는 ‘구원’이며, 타이틀 곡인 "One"도 ‘구원’의 ‘원(援)’ 글자에서 따왔다고 밝혔다. "One"의 뮤직비디오 또한 구원을 주제로 촬영되었으며, 여배우 정려원이 여주인공으로 출연하였다.
에픽하이는 활동을 시작하자마자 온·오프라인 음악 차트를 석권하였다. 타이틀 곡인 "One"과 윤하가 피처링한 〈우산〉이 인기를 끌었으며 이후, 5월 11일에는 인기가요에서 뮤티즌송을 받으면서 컴백 후 첫 1위를 달성했다. 5월 20일에는 타블로와 DJ 투컷이 타고있던 택시가 만취 차량과 부딪혀 반파되는 사고로 입원하기도 하였다. 타이틀 곡 "One"에 이어 후속곡으로 활동을 이어나간 에픽하이는, 당초 후속곡으로 예상됐던 〈우산〉대신 강렬한 "Breakdown"이란 곡이 후속곡으로 발표되었다. 그리고 방송 활동을 위한 "Breakdown" 뮤직비디오가 고문 등 과도한 폭력성으로 인해 지상파 3사에서 방송 불가 판정을 받아 수정과 편집을 다시 거쳐 지상파에서 방송되었다. 이어 뮤직비디오 논란과 함께 후속곡 활동이 끝나지도 않은 시점에, 5집의 1번 트랙이었던 "Be"가 백마스킹논란에 휩싸이기도 했다.
그 후 리쌍과 함께 영화 《다찌마와 리》 O.S.T에 참여하기도 했다. 5집을 발매한 지 4개월 뒤, 타블로는 자신의 진행하는 라디오 프로그램 《타블로와 꿈꾸는 라디오》와 싸이월드 미니 홈페이지를 통해서 현재 에픽하이의 소품집 1825를 작업하고 있다고 밝혔다. 이어 전국 투어와 2008 ETPFEST에 참여하여 평소에 존경하던 서태지의 〈교실 이데아〉와 자신들의 곡인 "Breakdown"를 편곡해 부르기도 하는 등 ETPFEST 활동을 마지막으로 5집 활동을 마치고 이후 소품집 Lovescream 활동을 준비하였다.
5집 Pieces, Part One의 음반 판매량은 9만여 장을 기록하였다.

## 수록곡
| #             | 제목                                                     | 작곡                | 재생 시간 |
| ------------- | -------------------------------------------------------- | ------------------- | --------- |
| 1.            | Be                                                       | 타블로              | 3:32      |
| 2.            | Breakdown                                                | 타블로              | 3:20      |
| 3.            | 서울, 1:13 AM (Short Piece)                              | 타블로              | 0:37      |
| 4.            | One (Feat. 지선)                                         | 타블로              | 3:50      |
| 5.            | 연필깎이 (Feat. Kebee)                                   | 타블로              | 4:02      |
| 6.            | Girl (feat. 진보)                                        | DJ 투컷             | 4:45      |
| 7.            | Slave (Short Piece)                                      | DJ 투컷             | 0:48      |
| 8.            | The Future (Feat. Yankie of TBNY)                        | DJ 투컷             | 4:01      |
| 9.            | 20 Fingers (Short Piece) (Feat. DJ Friz)                 | DJ 투컷             | 1:22      |
| 10.           | Ignition (Feat. 나윤권)                                  | DJ 투컷             | 4:01      |
| 11.           | Eight by Eight (Feat. Double K, Dok2, TBNY, Dynamic Duo) | DJ 투컷             | 4:23      |
| 12.           | Décalcomanie                                             | 미쓰라 진           | 3:48      |
| 13.           | Icarus Walks (Short Piece)                               | 타블로              | 1:01      |
| 14.           | 낙화 (落花)                                              | 타블로              | 6:25      |
| 15.           | 우산 (Feat. 윤하)                                        | 타블로              | 5:01      |
| 16.           | 당신의 조각들 (Feat. 지선)                               | 타블로              | 6:37      |
| 17.           | B-Side 01 : Breakdown (Supreme Mix)                      | 타블로              | 2:35      |
| 18.           | B-Side 02 : One (Planet Shiver Remix)                    | 타블로, 플래닛 쉬버 | 4:24      |
| 총 재생 시간: | 총 재생 시간:                                            | 총 재생 시간:       | 1:04:32   |

## Broken Pieces
Broken Pieces는 5집의 한정판으로 랜덤방식으로 100장 한정 발매되었다. Broken Pieces에는 한정판 인증서와 에픽하이의 친필사인이 있으며, Pieces, Part One에 수록되지 않은 "Love Love Love (Astronica Remix)" (후속 앨범 'Breakdown'에는 수록) 가 수록되어 있다.

## 트리비아
- 2008년 5월 2일, 뮤직뱅크에 출연하여 MC몽과 1위 자리를 놓고 경합한 에픽하이는, 자막 오류로 인해 1위로 발표된 것으로 오해되는 사건이 벌어졌다. 그날 실제 1위는 MC몽이었다고 뮤직뱅크 측이 자막으로 공지하였다.[23]
- 2008년 7월 7일, 다음 TV팟에서 Pieces, Part One의 첫 번째 곡인 "Be"를 백마스킹하면 "예수님"이라는 단어가 들린다고 의문을 제기해 한동안 이슈가 되었다.[17]
- 2009년 6월, 《놀러와》에 출연하여 타블로가 4집 활동을 마친 후에 슬럼프에 빠졌음에도 5집 음반을 낼 수 있게 된 힘은 길 덕분이라고 말했다.[24]